# 16e étape du Tour d'Espagne 2015
La 16e étape du Tour d'Espagne 2015 s'est déroulée le lundi 7 septembre 2015, entre Luarca et Quirós, sur une distance de 185 km.

## Résultats

### Classement de l'étape
| Classement de l'étape | Classement de l'étape | Classement de l'étape | Classement de l'étape  | Classement de l'étape |
|                       | Coureur               | Pays                  | Équipe                 | Temps                 |
| --------------------- | --------------------- | --------------------- | ---------------------- | --------------------- |
| 1er                   | Fränk Schleck         | Luxembourg            | Trek Factory Racing    | en 5 h 49 min 56 s    |
| 2e                    | Rodolfo Torres        | Colombie              | Colombia               | + 1 min 10 s          |
| 3e                    | Moreno Moser          | Italie                | Cannondale-Garmin      | + 1 min 48 s          |
| 4e                    | George Bennett        | Nouvelle-Zélande      | Lotto NL-Jumbo         | + 2 min 42 s          |
| 5e                    | Pierre Rolland        | France                | Europcar               | + 2 min 49 s          |
| 6e                    | Omar Fraile           | Espagne               | Caja Rural-Seguros RGA | + 3 min 5 s           |
| 7e                    | Carlos Verona         | Espagne               | Etixx-Quick Step       | + 4 min 26 s          |
| 8e                    | Lawrence Warbasse     | États-Unis            | IAM                    | + 6 min 2 s           |
| 9e                    | Joaquim Rodríguez     | Espagne               | Katusha                | + 8 min 51 s          |
| 10e                   | Fabio Aru             | Italie                | Astana                 | + 8 min 53 s          |
| modifier              |                       |                       |                        |                       |

### Classements à l'issue de l'étape

#### Classement général
| Classement général | Classement général | Classement général | Classement général | Classement général  |
|                    | Coureur            | Pays               | Équipe             | Temps               |
| ------------------ | ------------------ | ------------------ | ------------------ | ------------------- |
| 1er                | Joaquim Rodríguez  | Espagne            | Astana             | en 67 h 52 min 44 s |
| 2e                 | Fabio Aru          | Italie             | Katusha            | + 1 s               |
| 3e                 | Rafał Majka        | Pologne            | Tinkoff-Saxo       | + 1 min 35 s        |
| 4e                 | Tom Dumoulin       | Pays-Bas           | Giant-Alpecin      | + 1 min 51 s        |
| 5e                 | Mikel Nieve        | Espagne            | Sky                | + 2 min 32 s        |
| 6e                 | Esteban Chaves     | Colombie           | Orica-GreenEDGE    | + 2 min 38 s        |
| 7e                 | Daniel Moreno      | Espagne            | Katusha            | + 2 min 49 s        |
| 8e                 | Nairo Quintana     | Colombie           | Movistar           | + 3 min 11 s        |
| 9e                 | Alejandro Valverde | Espagne            | Movistar           | + 3 min 58 s        |
| 10e                | Louis Meintjes     | Afrique du Sud     | MTN-Qhubeka        | + 5 min 22 s        |
| modifier           |                    |                    |                    |                     |